# 法比奧·翁加羅
法比奧·翁加羅（義大利語：Fabio Ongaro；1977年9月23日—）是一位意大利橄欖球運動員。他是意大利國家橄欖球隊的一員，代表意大利參加了2011年世界盃橄欖球賽。